# Giorgio Quadri
Giorgio Quadri (Roma, 20 febbraio 1960) è un avvocato ed ex nuotatore italiano. È stato nuotatore della Nazionale Italiana.

## Biografia
È stato uno dei più importanti nuotatori italiani degli anni settanta e ottanta ed ha lasciato un segno importante nel mezzofondo.
Si avvicina al nuoto all'età di cinque anni. Tesserato nella S.S. Lazio Nuoto nel 1967 rimarrà nella società della capitale italiana sino al 1979, anno in cui si trasferisce nel Gruppo Sportivo delle Fiamme Oro della Polizia di Stato.Nella sua ultima stagione agonistica 1983 – 1984 viene ingaggiato dalla Nuoto Club Verona di Alberto Castagnetti.
Suoi allenatori sono stati Salvatore Scimonelli, Franco Baccini, Marcello Fusi nella S.S. Lazio Nuoto e Buby Dennerlein.
Primatista di tutte le categorie giovanili Ragazzi e Juniores nei 400 m, 800 m e 1.500 m stile libero. 
Quinto agli Europei Giovanili di Nuoto di Ginevra 1975.
Primatista Italiano Assoluto nei 400 m, 800 m e 1.500 m stile libero.
Ha collezionato 27 titoli di Campione Italiano Assoluto tra gare individuali e staffetta. 
Primo italiano ad abbattere lo storico "muro" dei 16 minuti nei 1.500 metri stile libero con il record di 15'53"4 che lo portò in classifica tra i migliori fondisti mondiali.
Anche nei 400 metri stile libero ha caratterizzato la distanza con ripetuti record assoluti, alternandosi con un altro grande nuotatore romano: Paolo Revelli. 
Campione Italiano Assoluto anche nei 200 m stile libero è stato componente fisso della staffetta 4 x 200 stile libero della Nazionale con la quale ha raggiunto i migliori risultati con il 5º posto ai Mondiali di Berlino 1978, il 3º posto alle Universiadi di Città del Messico nel 1979, l'oro ai Giochi del Mediterraneo del 1979 ed il 4º posto agli Europei di Spalato 1981.
Ai Giochi del Mediterraneo di Spalato 1979 ha vinto anche la medaglia d'argento nei 400 metri stile libero.
Ha fatto parte della rappresentativa “Resto d'Europa “ nella Coppa del Mondo di Tokio nel 1979. 
La sua grande occasione si sarebbe realizzata ai Giochi Olimpici di Mosca 1980. 
Tesserato da pochi mesi con le Fiamme Oro (Polizia di Stato), non poté partecipare a causa del primo boicottaggio politico nella storia dei Giochi Olimpici.
La sua ultima apparizione in nazionale è del 1984, anno in cui si ritira definitivamente dall'attività agonistica.
Nel 1986 si laurea in Giurisprudenza presso l'Università La Sapienza di Roma.
Oggi è avvocato a Roma, dove vive con la moglie Valeria ed i figli Giorgia ed Edoardo.

## Palmarès
Giochi Olimpici
N. 2 Convocazioni
Campionati del Mondo
5º posto 4 x 200 stile libero
13º 400 stile libero
Campionati Europei
4º nella 4 x 200 stile libero
9º nei 1.500 stile libero
13º nei 400 stile libero
Universiadi
3º posto nella 4 x 200 stile libero
9º nei 400 stile libero
Giochi del Mediterraneo
1979 Spalato
1º nella 4 x 200 stile libero
2º nei 400 stile libero
Europei Giovanili
5º nei 1.500 stile libero 
Trofeo Settecolli
1º nei 1.500 stile libero 
15 Record Italiani Assoluti
1. 400 Stile libero 03:58.17 PIACENZA (1980) Italia
2. 400 Stile libero 04:02.01 CHIAVARI (1977) Italia
3. 400 Stile libero 04:02.67 ROMA (1977) Italia
4. 400 Stile libero 04:03.09 TORINO (1977) Italia
5. 800 Stile libero 08:24.40 ROMA (1979) Italia
6. 800 Stile libero 08:28.99 CHIAVARI (1978) Italia
7. 800 Stile libero 08:29.31 ROMA (1977) Italia
8. 800 Stile libero 08:32.64 TORINO (1977) Italia
9. 800 Stile libero 08:36.60 ROMA (1976) Italia
10. 1500 Stile libero 15:53.40 ROMA (1977) Italia
11. 1500 Stile libero 16:00.24 TORINO (1977) Italia
12. 1500 Stile libero 16:04.76 ROTTERDAM (1977) Italia
13. 4 x 200 Stile libero 07:27.92 SPALATO (1981) Italia
14. 4 x 200 Stile libero 07:34.89 BERLINO (1978) Italia
15. 4 x 200 Stile libero 07:38.51 BERLINO (1978) Italia

27 Titoli Italiani Assoluti
1. Campionati italiani primaverili 200 Stile Libero 1980
2. Campionati italiani primaverili 400 Stile Libero 1977 - 1980 - 1981
3. Campionati italiani assoluti 400 stile libero 1977 -1978- 1979 -1980
4. Campionati italiani primaverili 1.500 stile libero 1977 -1978
5. Campionati italiani assoluti 1.500 stile libero 1976 -1977 - 1978
6. Campionati italiani primaverili 4 x 100 - Stile libero 1980 - 1981 - 1982
7. Campionati italiani assoluti 4 x 100 - Stile libero 1980 - 1981 - 1982
8. Campionati italiani primaverili 4 x 200 - Stile libero 1980 - 1981 -1982
9. Campionati italiani primaverili 4 x 200 - Stile libero 1978 - 1979 - 1980 - 1982
10. Campionati italiani primaverili 4 x 100 mista 1981